# Герб Арагона
Герб Арагона — официальный символ автономного сообщества Арагон, расположенного на севере Испании.

## История

Герб Арагона из «Хроники Арагона», 1499 год

Четырёхчастный герб Арагона существует с XV века. Впервые герб был описан 12 сентября 1499 года в первой официальной истории Арагона, сочиненной Гауберто Фабрисио де Вагадом. На обложке «Хроники Арагона» воспроизведена гравюра с гербом Арагона, в котором впервые фигурирует дерево. Элементы других трёх частей герба были известны и ранее.

## Описание
Четырёхчастный щит, в первой части которого в золотом поле вырванный дуб натурального цвета, увершенный червлёным латинским крестом, во второй — в лазоревом поле в правом верхнем углу серебряный лапчатый заостренный крест, в третьей — в серебряном поле червлёный крест святого Георгия, сопровождаемый по углам головами мавров, в четвёртой — в золотом поле четыре червлёных столба. Щит увенчан золотой короной, украшенной червлёными и зелёными драгоценными каменьями.

## Символика
Герб Арагона выражает тысячелетнюю историю этого королевства с момента его возникновения. Первая четверть (правая верхняя) — знамя короля Иньиго Аристы, провозгласившего независимость от франкского королевства и основавшего новое государство Наварра. Вторая четверть — герб графства Собрарбе, легендарного предшественника королевства Арагон. Третья четверть — головы поверженных мавров — символ реконкисты и покровительства святого Георгия. Данная четверть также символизирует Сардинское королевство в составе арагонской короны. Четвертая четверть — герб графов Каталонии, ставшими после унии с Арагоном королями Арагона. Согласно легенде, однажды граф Барселоны был смертельно ранен в сражении с арабами. Боясь умереть неопознанным (так как потерял щит в сражении), он взял простой желтый щит, «опустил» свои четыре пальца в рану и выкрасил четыре столбца на желтом щите.
Червлёные столбы в золотом поле являются символом Каталонии.